# كأس بطولة الولايات المتحدة المفتوحة 1996
كأس بطولة الولايات المتحدة المفتوحة 1996 (بالإنجليزية: 1996 U.S. Open Cup)‏ هو الموسم 83 من كأس بطولة الولايات المتحدة المفتوحة. أشرف على تنظيمه اتحاد الولايات المتحدة لكرة القدم، وكان عدد الأندية المشاركة فيه 17، وفاز فيه دي.سي. يونايتد.